# Jupi
Jupi är en kommun i Brasilien.   Den ligger i delstaten Pernambuco, i den östra delen av landet, 1 500 km nordost om huvudstaden Brasília. Antalet invånare är 13 709.
Trakten runt Jupi består till största delen av jordbruksmark. Runt Jupi är det ganska tätbefolkat, med 80 invånare per kvadratkilometer.